# Wladimir Jefimowitsch Grum-Grschimailo

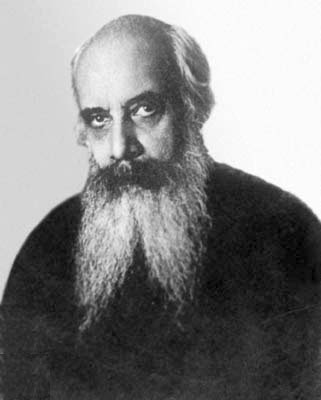
Wladimir Jefimowitsch Grum-Grschimailo

Wladimir Jefimowitsch Grum-Grschimailo (russisch Владимир Ефимович Грум-Гржимайло; * 12. Februarjul. / 24. Februar 1864greg. in St. Petersburg; † 30. Oktober 1928 in Moskau) war ein russischer Metallurg und Hochschullehrer.

## Leben
Grum-Grschimailos Vater Jefim Grigorjewitsch Grum-Grschimailo war Ökonom und Experte für Rübenzucker- und Tabakproduktion. Die Mutter Margarita Michailowna geborene Kornilowitsch war die Tochter des Historikers Michail Ossipowitsch Bes-Kornilowitsch und Nichte des Dekabristen Alexander Ossipowitsch Kornilowitsch. Grum-Grschimailo besuchte 1873–1880 das 3. St. Petersburger Militärgymnasium und studierte dann am St. Petersburger Bergbau-Institut mit Abschluss 1885. Darauf arbeitete er in Hüttenwerken in Alapajewsk, Nischni Tagil, Nischnjaja Salda bei Konstantin Pawlowitsch Polenow und Werchnjaja Salda.
1907 wurde Grum-Grschimailo Adjunkt und 1911 Ordentlicher Professor am St. Petersburger Polytechnischen Institut. Er wies die Wirtschaftlichkeit eines russischen Bessemerverfahrens nach und erarbeitete die theoretischen Grundlagen. Mit den Gesetzen der Physikalischen Chemie klärte er die Vorgänge im Bessemerprozess und auch im Siemens-Martin-Ofen auf. Er entwickelt eine Ofentheorie, wobei er die Bewegung der Ofengase mit den Gesetzen der Strömungsmechanik beschrieb. Er untersuchte die Materialeigenschaften von feuerfesten Werkstoffen mit mindestens 93 % Siliciumdioxid. Ein weiterer Arbeitsschwerpunkt war die Kalibrierung beim Walzen. Ein Projekt war den Öfen zum Aufheizen von Barren zum Schmieden und Brammen zum Walzen gewidmet. Zu seinen Schülern gehörte Pawel Alexejew.
Nach der Oktoberrevolution mit anschließendem Bürgerkrieg lebte Grum-Grschimailo mit der Familie im Ural. 1919 war er Professor am Tomsker Polytechnischen Institut. 1920 wurde er Professor an der Ural-Universität in Jekaterinburg und leitete den Lehrstuhl für Stahl und Wärmebehandlungsöfen. 1924 verteidigte er den Geologen Modest Onissimowitsch Kler, der der Spionage für Frankreich beschuldigt wurde. Wegen der beginnenden Hetze musste Grum-Grschimailo Jekaterinburg verlassen und ging nach Moskau. Er lehrte nun an der Moskauer Bergbau-Akademie und gründete ein Büro für Metallurgie- und Wärmetechnikkonstruktionen, aus dem 1930 das Staatliche Stahlprojekt-Institut wurde. Seit 1927 war er korrespondierendes Mitglied der Russischen Akademie der Wissenschaften.
Grum-Grschimailos Bruder war der Geograph Grigori Jefimowitsch Grum-Grschimailo.
Grum-Grschimailo wurde auf dem Wagankowoer Friedhof begraben. 2013 wurde in Werchnjaja Pyschma ein Grum-Grschimailo-Denkmal errichtet.